# Tchitrec des Seychelles
Terpsiphone corvina
Espèce
Statut de conservation UICN

 VU  : Vulnérable
Le Tchitrec des Seychelles (Terpsiphone corvina) est une espèce rare de passereaux de la famille des Monarchidae. L'espèce est endémique aux Seychelles.

## Habitat et conservation
Le tchitrec des Seychelles habite principalement à l'ouest de La Digue aux Seychelles. On trouve aussi quelques individus sur les îles Marianne et Praslin, mais les populations ne semblent pas viables.
La population principale de La Digue est en augmentation depuis 1995-1996. Elle est passée d'environ 70 couples à plus d'une centaine en 2000. En 2008, 23 oiseaux adultes ont été réintroduits sur l'île Denis dans l'espoir d'y établir à long terme une population secondaire d'une quarantaine d'individus. En 2010 la population de tchitrecs a augmenté jusqu'à 300 individus.

## Observatoire
Il y a un parc d'observation sur La Digue.

## Nourriture
Le tchitrec des Seychelles se nourrit d'insectes et d'araignées.